# Borki Małe (powiat kluczborski)
Borki Małe – osada w Polsce, położona w województwie opolskim, w powiecie kluczborskim, w gminie Lasowice Wielkie.